# Andreas Ottl
Andreas Ottl (München, 1. ožujka 1985.) njemački je nogometaš koji je trenutačno slobodan igrač, a igra na poziciji obrambenog veznog igrača. Prvi profesionalni ugovor, potpisao je 1. srpnja 2005. Ottl je nastupao i za Njemačku U-21 reprezentaciju. Ottl može igrati na raznim pozicijama, uključujući i obranu.

## Biografija
Ottl je nogomet počeo igrati u minhenskom klubu SV Nord Lerchenau. Od 1996., igrao je za razne juniorske klubove Bayern Münchena. Godine 2002., Hermann Gerland, trener rezervne momčadi Bayerna, registrirao je Ottla za igranje u trećoj ligi. Kako je Ottl bio jedan od klučnih igrača FC Bayerna II, dobio je priliku zaigrati u prvoj momčadi. Ottl je šesti po redu igrač juniora FC Bayerna, a koji nastupa u Bundesligi. Ugovor je potpisao 1. lipnja 2005., što je prvi stalni ugovor juniora, uz Bastiana Schweinsteigera, Owena Hargreavesa i ostalih. Prvi pogodak za Bayern, Andreas Ottl je postigao u utakmici protiv Kaiserslauterna.

## Nagrade i uspjesi
- Njemačko U-17 prvenstvo: 2001.
- Njemačko U-19 prvenstvo: 2002., 2004.
- Njemačka treća liga – Jug: 2004.
- Bundesliga: 2005./06., 2007./08.
- Njemački kup: 2006., 2008.
- Njemački liga-kup: 2007.

## Statistika
| Klub           | Sezona    | Liga  | Liga | Kup   | Kup  | Europa | Europa | Ukupno | Ukupno |
| Klub           | Sezona    | Nast. | Gol. | Nast. | Gol. | Nast.  | Gol.   | Nast.  | Gol.   |
| -------------- | --------- | ----- | ---- | ----- | ---- | ------ | ------ | ------ | ------ |
| Bayern München | 2005./06. | 8     | 1    | 2     | 1    | 0      | 0      | 10     | 2      |
| Bayern München | 2006./07. | 24    | 1    | 2     | 1    | 7      | 0      | 33     | 2      |
| Bayern München | 2007./08. | 19    | 3    | 3     | 0    | 8      | 0      | 30     | 3      |
| Bayern München | 2008./09. | 22    | 0    | 2     | 0    | 1      | 0      | 25     | 0      |
| UKUPNO         | UKUPNO    | 73    | 5    | 9     | 2    | 16     | 0      | 98     | 7      |

Ažuirano: 15. svibnja 2009.

## Vanjske poveznice
- Službena stranica (njem.)
- Profil na FCB.de (engl.)
- Statistika na Fussballdaten.de (njem.)